# ماریانووو (استان پومرانی غربی)
ماریانووو (به لاتین: Marianowo) یک روستا در لهستان است که در گمینا ماریانووو واقع شده‌است. ماریانووو ۹۱۰ نفر جمعیت دارد.